# NuTonomy
NuTonomy是一家源自麻省理工学院的科技初创企业，該公司从事开发與自动驾驶汽车和自主移动机器人有關的軟件。该公司成立于2013年。2016年8月，它在新加坡推出了無人駕駛出租車的试点服务。2017年10月，德尔福汽车收购了该公司，随后该公司成为德尔福汽车和现代汽车集团的合资公司Motional自动驾驶的一部分。